# Praxies
Praxies (en llatí Praxias, en grec antic Πραξίας) fou un escultor atenenc del temps de Fídies, però de l'escola més arcaica de Calamis.
Va iniciar diverses estàtues pel frontó del gran temple d'Apol·lo a Delfos, i va morir quan encara no havia acabat la feina, que finalment va completar un altre artista atenenc de nom Andròstenes, deixeble d'Eucadme. Va viure vers l'Olimpíada 83, és a dir el 448 aC, i en endavant. Era deixeble de Calamis (que va florir vers el 467 aC) i va pertànyer al darrer període de l'escola arcaica després de la qual ja va venir Fídies.
Pausànies descriu les seves escultures breument, indicant que va fer una Àrtemis i una Leto, un Apol·lo i les Muses i un Dionís acompanyat de les dones anomenades Tíades. El seu nom venia de la nimfa Tia, la primera que va celebrar el culte a Dionís.